# Dasineura ingeris
Dasineura ingeris är en tvåvingeart som beskrevs av Sylven och Lovgren 1995. Dasineura ingeris ingår i släktet Dasineura och familjen gallmyggor.
Artens utbredningsområde är Sverige. Inga underarter finns listade i Catalogue of Life.